# Cantonul Belmont-sur-Rance
Cantonul Belmont-sur-Rance este un canton din arondismentul Millau, departamentul Aveyron, regiunea Midi-Pyrénées, Franța.

## Comune
| Comune                  | Populație (1999) | Cod poștal | Cod INSEE |
| ----------------------- | ---------------- | ---------- | --------- |
| Belmont-sur-Rance       | 1.012            | 12370      | 12025     |
| Montlaur                | 667              | 12400      | 12154     |
| Murasson                | 207              | 12370      | 12163     |
| Mounes-Prohencoux       | 197              | 12370      | 12192     |
| Rebourguil              | 268              | 12400      | 12195     |
| Saint-Sever-du-Moustier | 226              | 12370      | 12249     |